# بختیفکا
بختیفکا (انگلیسی: Bekhteyevka) یک شهرک در بخش کوروچانسکی استان بلگورود کشور روسیه است.